# Verticalp Emosson
 (mai 2023).
Si vous disposez d'ouvrages ou d'articles de référence ou si vous connaissez des sites web de qualité traitant du thème abordé ici, merci de compléter l'article en donnant les références utiles à sa vérifiabilité et en les liant à la section « Notes et références ».
Verticalp Emosson, aussi typographié VerticAlp Emosson, est une marque commerciale appartenant à la société Verticalp SA qui est une entreprise ferroviaire touristique suisse située au Châtelard, village de la commune de Finhaut dans le canton du Valais.

## Installations
Le parc exploite trois installations :
- le funiculaire du Châtelard ;
- le petit train panoramique d'Émosson ;
- le Minifunic.

Elles permettent d'accéder au barrage d'Émosson et au col de la Gueulaz, point de départ pour diverses randonnées pédestres. Elles sont accessibles par la route ou par le chemin de fer Martigny–Châtelard.

## Histoire
Les chemins de fer fédéraux suisses construisirent, en 1919, le funiculaire de Barberine afin d'acheminer le matériel et le personnel nécessaires à la construction du barrage de Barberine. Une fois la construction achevée en 1925, il fut conservé pour l'entretien et l'inspection des conduites forcées. En 1968, le début des travaux du barrage d'Émosson sonna le glas du funiculaire et les CFF décidèrent de le démanteler en 1973.
Afin de préserver l'installation à la pente championne (87%), une société anonyme a été créée sous le nom SA des transports Émosson-Barberine (Sateb). Un petit train Decauville (avec un écartement de 60 cm) a été construit entre les Montuires et le Pied du barrage d'Émosson et en 1975, la Sateb ouvre ces deux attractions au public. En 1977, un monorail est installé pour acheminer les touristes du Pied du barrage au sommet du barrage d'Émosson.
Entre 1988 et 1991, le monorail est remplacé par le Minifunic. La société change de nom fin 1999 en « Trains Touristiques d'Emosson SA (TTE) », puis, au début 2004 en « Parc d'Attractions du Châtelard VS SA (PAC) ».
Au mois d'août 2014, la commune de Finhaut devient l'actionnaire majoritaire et courant 2015, l'entreprise lance la marque commerciale « Verticalp Emosson ».

## Galerie

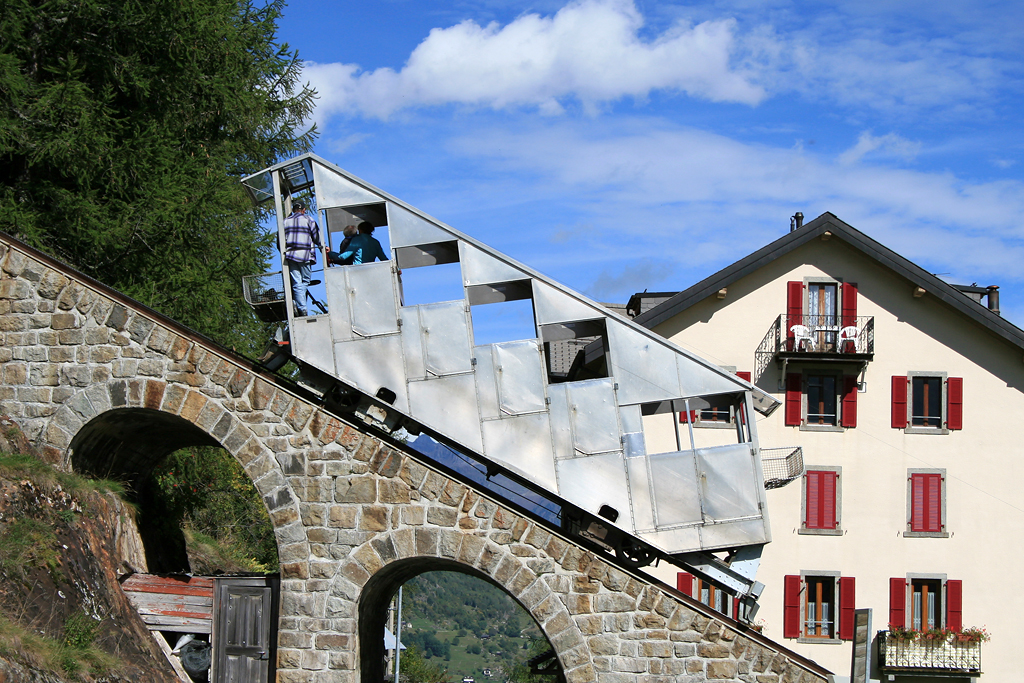
Le funiculaire du Châtelard à Giétroz (cabine historique).
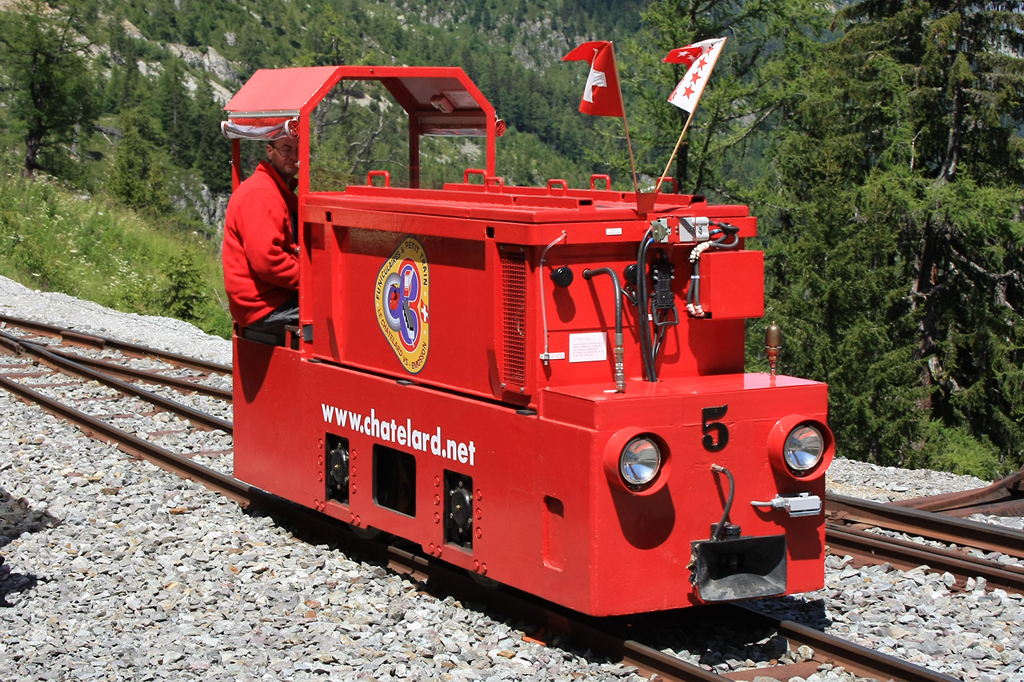
Le locotracteur Ta 2/2 no 5 du petit train panoramique d'Émosson manœuvre aux Montuires.
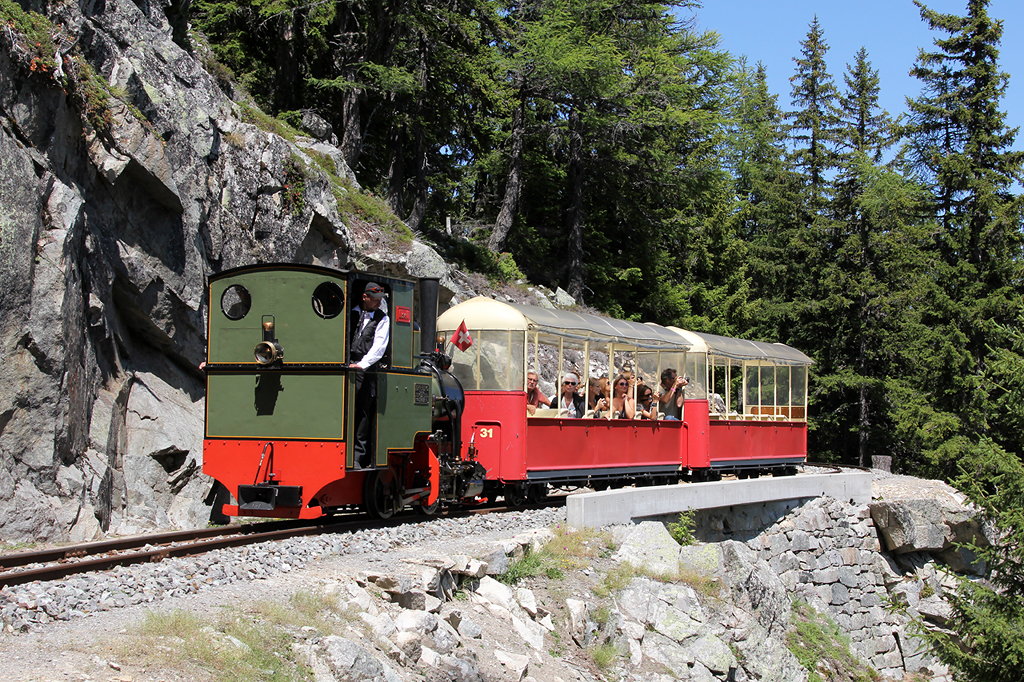
La locomotive à vapeur Lieseli du petit train panoramique d'Émosson arrivant au croisement no 1.
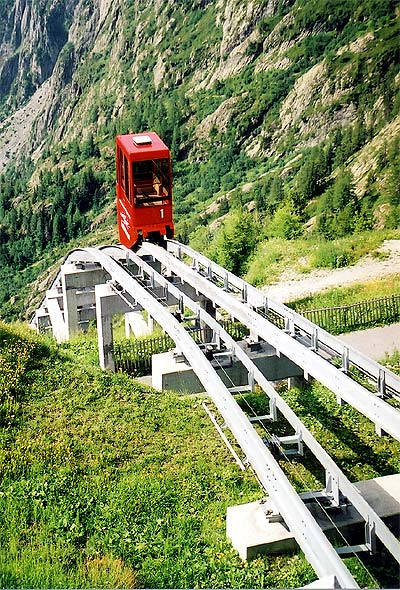
Minifunic d'Émosson arrivant au col de la Gueulaz.